# Photochemie

Licht als Teil des elektromagnetischen Spektrums

Unter dem Begriff Photochemie versteht man chemische Reaktionen, die durch Einwirkung von Licht initiiert werden. Die Grundvoraussetzung hierfür ist eine Absorption des Lichtes durch das Molekül, das reagieren soll. Das heißt, die Wellenlänge des verwendeten Lichts muss zum Absorptionsverhalten des Moleküls passen. Neben der direkten Anregung gibt es auch Photoreaktionen, bei denen zunächst ein Photosensibilisator angeregt wird und dieser dann Energie auf die zur Reaktion zu bringenden Moleküle überträgt.
Die Absorption eines Lichtquants führt zu energetisch (elektronisch) angeregten Zuständen, die dank der Anregungsenergie chemische Reaktionen eingehen können. Chemische Umwandlungen konkurrieren dabei mit photophysikalischen Deaktivierungsprozessen wie der Photoemission aus dem angeregten Singulett-Zustand (Fluoreszenz) oder aus dem Triplett-Zustand (Phosphoreszenz) sowie der strahlungslosen Deaktivierung. Das relative Ausmaß, mit dem die einzelnen Prozesse durchlaufen werden, wird durch die Quantenausbeuten ausgedrückt. Die Summe der Quantenausbeuten beträgt maximal 1 – außer bei Kettenreaktionen.
Da die Absorption eines Lichtquants zu einer elektronischen Anregung führt, können im angeregten Zustand Reaktionen beobachtet werden, die im elektronischen Grundzustand des Moleküls nicht erlaubt sind (vgl. Woodward-Hoffmann-Regeln, perizyklische Reaktionen). Photochemische Reaktionen sind häufig eine gute Methode, um komplexe und hoch gespannte Moleküle aufzubauen.
Neben der Einwirkung von Licht lässt sich die Photochemie auch mit energiereicheren Quanten betreiben. Mit solchen photoinduzierten Prozessen beschäftigt sich unter anderem die Röntgenphotochemie bzw. die Hochenergiephotochemie. Hierbei findet die Synchrotronstrahlung in der Chemie eine Anwendung.

Homolytische Spaltung des Moleküls A–B unter Lichteinfluss. Es entstehen zwei Radikale (rechts).

## Beispiele für photochemische Reaktionstypen
- Spaltungen (Bindungshomolysen), wie sie bei Photoinitiatoren beobachtet werden – u. U. gefolgt von weiterer Fragmentierung der entstehenden Radikale, vgl. die Abspaltung von Kohlenmonoxid aus Carbonylverbindungen.
- Photoisomerisierungen, wie die Bildung von Fulven und Benzvalen aus Benzol über den ersten angeregten Singulettzustand oder die Bildung von Dewarbenzol aus dem zweiten angeregten Singulettzustand von Benzol.[2]
- Elektrocyclische Reaktionen, etwa die Umwandlung von Ergosterin zu Prävitamin D, die Cyclisierung von Butadienen zu Cyclobutenen, die Cyclisierung von cis-Stilben zu Dihydrophenanthren oder von Diphenylamin zu Dihydrocarbazol.
- Umlagerungen, wie die Isomerisierung von Cycloheptatrien zu Toluol.
- Lichtinduzierte Kettenreaktionen:
  - Reaktion von Chlor und Wasserstoff (Chlorknallgas) zu Chlorwasserstoff, deren Reaktionsmechanismus insbesondere von Walther Nernst und Max Bodenstein aufgeklärt wurde.
  - Photochlorierung von Alkanen, z. B. Methan.
  - Regioselektive Seitenketten-Halogenierung von alkylierten Aromaten (einfachstes Beispiel: Chlorierung von Toluol an der Methylgruppe) gemäß der „SSS“-Regel (Sonne, Siedehitze, Seitenkette).[3]
  - Sulfochlorierung von Alkanen mit Schwefeldioxid und Chlor.[4]
- Photo-Fries-Verschiebung von Phenylestern unter Bildung von Ketonen mit einer Hydroxy-Funktion in ortho- oder para-Stellung am Phenylring.[5]
- [2+2]-Cycloadditionen von Alkenen im Zuge einer Photodimerisierung bzw. Photocyclisierung, die zu Cyclobutanen (Vierring) führen, vgl. die Bildung von Quadricyclan durch Belichtung von Norbornadien oder die Photodimerisierung von Cyclopenten.
- [2+2]-Cycloaddition von Alkenen und Ketonen in der Paternò-Büchi-Reaktion.
- α-Spaltung von Thiolestern zu Aldehyden und Disulfiden.[6]
- Bildung von Thioxanthonen durch Umlagerungsreaktionen.[7]
- Isomerisierungen, wie cis-trans-Isomerisierungen (Standardbeispiele: cis-/trans-Stilben, cis-/trans-Azobenzol, Malein-/Fumarsäure). Zum Beispiel entsteht bei der Bestrahlung von Maleinsäure beziehungsweise Fumarsäure in beiden Fällen die gleiche Mischung aus 75 % Maleinsäure und 25 % Fumarsäure.[8] Die Lage des Photogleichgewichts kann durch die Anregungswellenlänge gesteuert werden.
- Photosensibilisierte Reaktionen, d. h. Photoisomerisierungen, Photocycloadditionen, unter Zusatz eines Photosensibilisators, die zum Teil enantioselektiv verlaufen.[9][10]

- Photoreaktionen in der Biologie:
  - Ein bekanntes Beispiel für eine chemische Reaktion mit photochemischen Reaktionsschritten ist die Photosynthese.
  - Ein weiteres Beispiel ist das Sehen mit dem menschlichen Auge. Dabei findet in den Stäbchen der Netzhaut des Auges eine Photoisomerisierung des für das Hell-Dunkel-Sehen verantwortlichen Rhodopsins statt, genauer gesagt, eine lichtgesteuerte cis-trans -Isomerisierung des 11-cis-Retinals, das ein Bestandteil des Chromophors Rhodopsin ist.

Die ersten photochemischen Experimente gehen auf Giacomo Luigi Ciamician zurück.
Die ersten zusammenfassenden Bücher über die präparative organische Photochemie hat Alexander Schönberg verfasst.
- Ein photophysikalischer Prozess in der Biologie:
  - Fluoreszenzlöschung mit Hilfe von Quenchern wie Carotinoiden (Carotin in Karotten, Lycopin in Tomaten), die in Pflanzen als Antioxidantien vorkommen und die Bildung des toxischen Singulettsauerstoffs verhindern.[12]

## Durchführung photochemischer Experimente
Die Durchführung photochemischer Experimente erfordert eine Reihe von Voraussetzungen, die sich aus der Startbedingung – Absorption von Licht durch die Reaktanden – ergeben.
Es muss bekannt sein, bei welcher Wellenlänge die photochemische Anregung erfolgen soll. Entsprechende Informationen zu den Reaktanden lassen sich Tabellenwerken entnehmen oder können durch Messung der UV-VIS-Spektren erhalten werden. Im nächsten Schritt ist sicherzustellen, dass eine geeignete Lichtquelle zur Verfügung steht. Hierbei muss gewährleistet sein, dass die Lichtquelle ausreichende Leistung im relevanten Wellenlängenbereich liefert. Unter Umständen müssen ferner Wellenlängen ausgeschlossen werden, die zu photochemischen Nebenreaktionen führen. Die verwendeten Lösungsmittel müssen im relevanten Wellenlängenbereich transparent sein (außer sie fungieren als Sensibilisatoren für die Photoreaktion). Ferner dürfen die Lösungsmittel nicht als „Quencher“ wirken (Singulett- oder Triplett-Anregungsenergie der Reaktanden übernehmen und somit die reaktiven Species deaktivieren) und müssen gegenüber den auftretenden Species inert sein. Sauerstoff führt in der Regel zu Nebenreaktionen, weshalb die Reaktionen meist unter Schutzgas (Stickstoff, Argon) durchgeführt werden (Ausnahme: Reaktionen von Singulett-Sauerstoff, bei denen gezielt Sauerstoff durch die Reaktionsmischung geleitet wird). Da die Eindringtiefe des Lichts in der Regel nur wenige Millimeter beträgt (vgl. Lambert-Beer’sches Gesetz), ist für gute Durchmischung zu sorgen. Dies kann in Laborversuchen oftmals durch das sowieso notwendige Durchleiten von Inertgas erreicht werden.
Sicherheitstechnisch relevant ist der Schutz vor UV-Strahlung (Augenschäden, „Sonnenbrand“) oder auch das Ableiten der z. B. durch Hochdrucklampen erzeugten hohen Wärmemengen.

## Apparaturen für photochemische Experimente

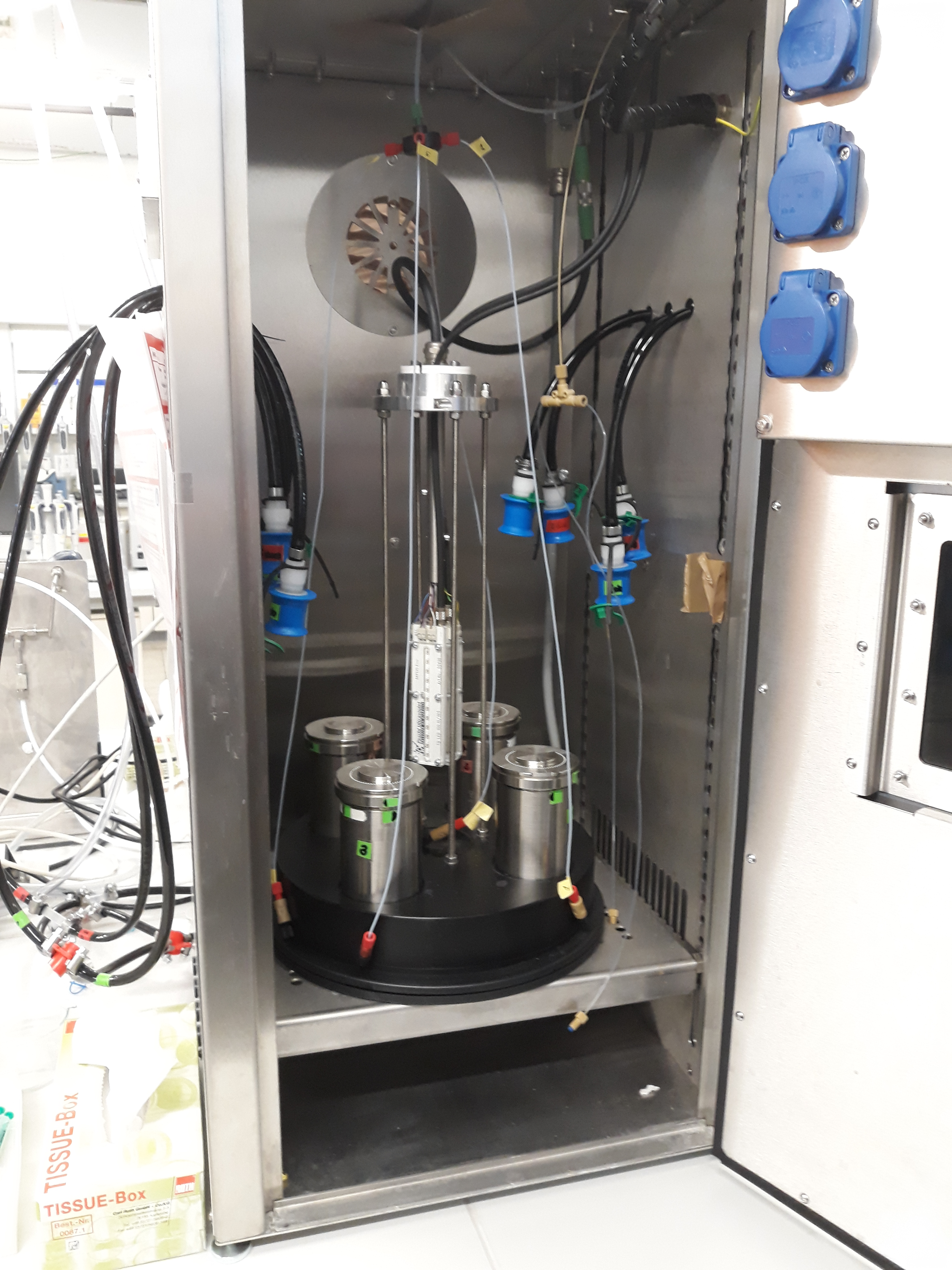
Reaktor für photochemische Experimente

Präparative photochemische Experimente werden im Labor bevorzugt in Tauchapparaturen durchgeführt. Hierzu wird ein unten abgeschlossenes Glasrohr in die zu belichtende Lösung getaucht. In das Glasrohr kann dann z. B. eine Quecksilber-Dampflampe eingestellt werden. Idealerweise wird das Tauchrohr doppelwandig ausgeführt, damit zu Kühlzwecken Wasser durchgeleitet werden kann. In guten Apparaturen ist das Außenrohr aus Quarz gefertigt, das Innenrohr lässt sich über eine Schraubverbindung austauschen. In solchen Aufbauten können dann verschiedene Innenrohre im Sinne eines Filters verwendet werden, um UV-Strahlung unterhalb einer gewissen Wellenlänge abzuschneiden (300 nm bei Pyrex oder Solidex, ca. 350 nm bei Standardgläsern). Als Filter kann in doppelwandigen Einsätzen auch die Kühlflüssigkeit dienen, wenn entsprechende (stabile) Farbstoffe oder Metallsalze zugesetzt werden.
Einfachste Versuche mit kleinen Substanzmengen lassen sich ausführen, in dem Substanzen z. B. in NMR-Röhrchen oder Küvetten bestrahlt werden. Die Bestrahlung in Küvetten ist üblich bei photophysikalischen Untersuchungen und kann in geeigneten Aufbauten auch bei sehr tiefen Temperaturen (flüssiger Stickstoff) erfolgen.

## Lichtquellen
Lichtquellen für photochemische Arbeiten lassen sich prinzipiell in kontinuierliche und diskontinuierliche Strahler unterteilen. Bei der Auswahl ist ferner zu überlegen, welche Leistung für die Arbeiten benötigt wird.
Kontinuierliche Strahler liefern Licht in einem weiten Wellenlängenbereich. Typische Beispiele sind schwarze Strahler (Sonne, Glühlampen). Ihre Spektren zeichnen sich durch eine sehr weite spektrale Verteilung aus, die vom Infraroten (Wärmestrahlung) über das Sichtbare bis hin in den (nahen) UV-Bereich reichen. Die UV-Anteile dieser Strahler sind jedoch gering, so dass für photochemische Arbeiten andere Lichtquellen benötigt werden. Als kontinuierliche Strahler im UV-Bereich eignen sich Gasentladungslampen auf Basis von Wasserstoff/Deuterium oder von Edelgasen.
| Gas | Emissionsbereich / nm |
| --- | --------------------- |
| H2  | 170–350               |
| He  | 58–100                |
| Ne  | 74–79                 |
| Ar  | 107–160               |
| Kr  | 124–150               |
| Xe  | 147–170               |

Diese Lampen finden vornehmlich Anwendung in UV-Spektrometern (Wasserstoff/Deuteriumlampen) oder z. B. in Photoelektronen-Spektrometern.

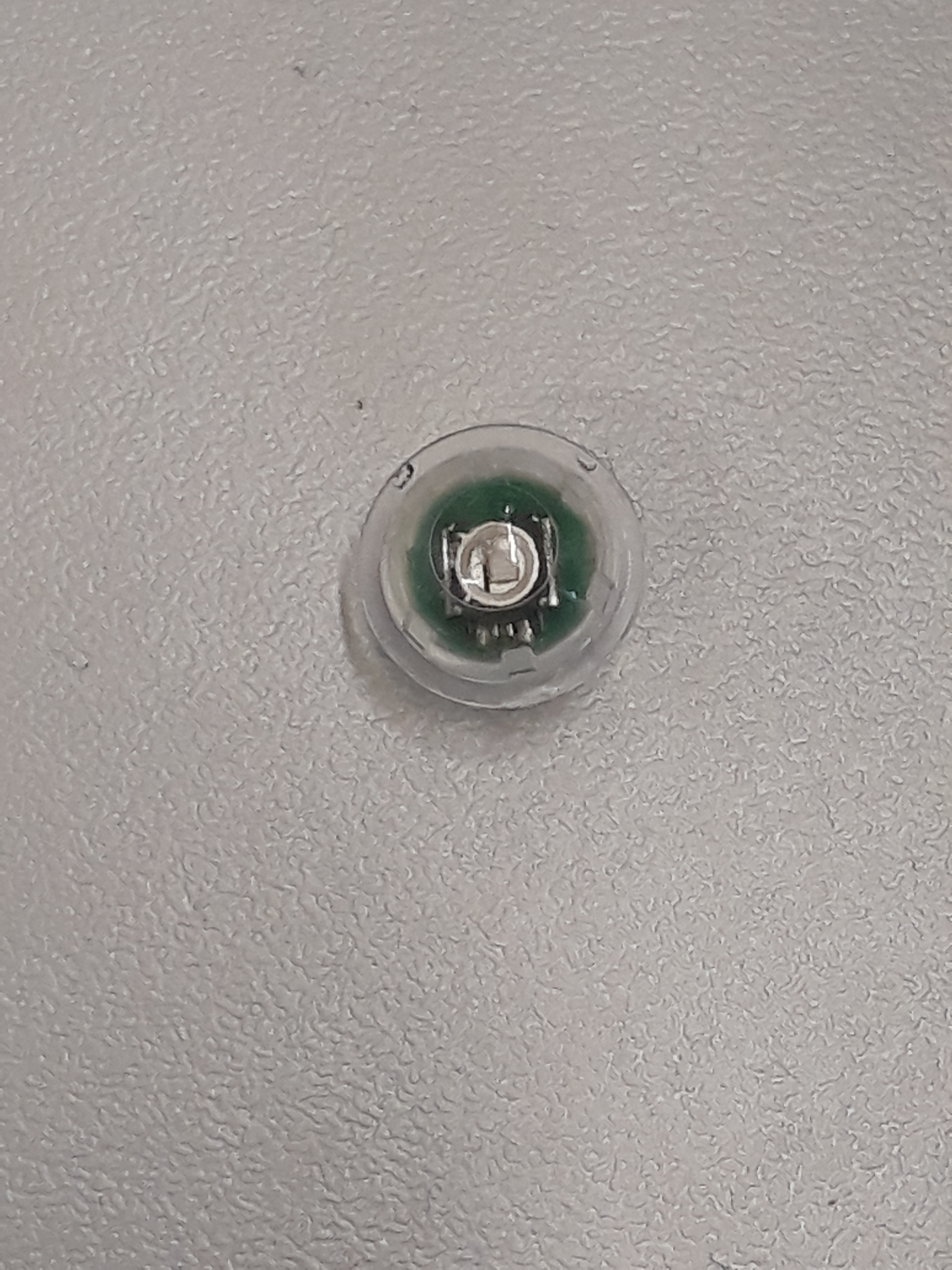
LED-Photolampe für Mikroreaktor (Dechema)

Diskontinuierliche Stahler liefern Licht in Form diskreter Linien. Typische Vertreter sind Laser und Metalldampflampen. Bei den Metalldampflampen sind – mit steigendem Betriebsdruck zunehmend – die einzelnen Linien verbreitert oder sogar von einem Kontinuum überlagert.
Für die präparative Photochemie sind die Quecksilberdampflampen von überragenderer Bedeutung, Laser haben einen breiten Einzug bei den mechanistischen Untersuchungen gefunden.
Quecksilber-Niederdrucklampen (0,01–1 mbar) zeichnen sich durch ganz überwiegende Strahlung bei 254 nm aus (ca. 95 %). Beschichtung der Lampen mit geeigneten Phosphoren (analog zu Leuchtstoffröhren) erlaubt die Bereitstellung von Lichtquellen mit Emission um 300 nm bzw. 350 nm herum. Dies ist im Rayonet umgesetzt, bei dem sich die Bestrahlungswellenlänge durch Austausch der Lampentypen realisieren lässt.
Bei höheren Betriebsdrücken der Quecksilberlampen (0,1–100 bar) überwiegen zunehmend Emissionen bei 297 nm, 334 nm, 365 nm, 404 nm, 436 nm sowie bei 546 nm und 577 nm. Werden Metallsalze zugemischt (Eisen, Cadmium, Thallium, Indium), können weitere Hauptemissionslinien erzeugt werden. Vorteil der Hoch- und Höchstdrucklampen ist ihre hohe Leistungsabgabe. Bei industriellen Anwendungen kommen Lampen mit einer Leistung von mehreren 10 kW zum Einsatz.

## Lösungsmittel, Sensibilisatoren und Quencher
Eine Zusammenfassung von Lösungsmitteln für photochemische Arbeiten zeigt die nachfolgende Tabelle. Bei den angegebenen Wellenlängen wird die Lichtintensität durch die Eigenabsorption des Lösungsmittels über eine Strecke von 1 cm um rund 90 % reduziert.
| Lösungsmittel    | Wellenlänge / nm |  | Lösungsmittel           | Wellenlänge / nm |
| ---------------- | ---------------- |  | ----------------------- | ---------------- |
| Wasser           | 185              |  | Acetonitril             | 190              |
| n-Hexan          | 195              |  | Ethanol                 | 204              |
| Methanol         | 205              |  | Cyclohexan              | 215              |
| Diethylether     | 215              |  | 1,4-Dioxan              | 230              |
| Dichlormethan    | 230              |  | Chloroform              | 245              |
| Tetrahydrofuran  | 245              |  | Essigsäure              | 250              |
| Ethylacetat      | 255              |  | Kohlenstofftetrachlorid | 265              |
| Dimethylsulfoxid | 277              |  | Benzol                  | 280              |
| Toluol           | 285              |  | Pyridin                 | 305              |
| Aceton           | 330              |  |                         |                  |

Die Lichtabsorption und -emission finden überwiegend unter Erhaltung der Multiplizität statt, d. h., ein im Singulett-Zustand vorliegendes Molekül wird in einen angeregten Singulett-Zustand überführt bzw. zeigt schnelle Fluoreszenzemission. Die direkte Anregung aus einem Singulett-Grundzustand in einen Triplett-Zustand ist quantenchemisch „verboten“ und wird damit nur untergeordnet beobachtet. (Zum Vergleich: der strahlende Übergang eines Tripletts in den Grundzustand (Phosphoreszenz) ist entsprechend verboten und somit gegenüber der Fluoreszenz langsamer Vorgang.) Sollen daher photochemische Reaktionen über Triplett-Zustände verlaufen, werden  Sensibilisatoren eingesetzt. Bei diesen findet im angeregten Zustand ein Singulett-Triplett-Übergang (Intersystem Crossing, ISC) in nennenswertem Ausmaß statt. Anschließend kann der Sensibilisator seine Triplett-Anregung auf einen Reaktanden übertragen, der dann chemische Reaktionen im Triplett-Zustand eingeht. Das Phänomen der Energieübertragung kann auch genutzt werden, um Einblick in den Mechanismus von Photoreaktionen zu erhalten. Hier werden Moleküle mit bekannten Singulett- oder Triplett-Energien eingesetzt, um bei Reaktionen auftretende angeregte Zustände zu „löschen“ („quenchen“). Liegt die Energie des Quenchers unterhalb der Energie des zu löschenden Zustands, so kommt es zur Energieübertragung und damit zur Unterbrechung der ursprünglichen Photoreaktion. Das Prinzip kann auf Reaktionen im Singulett- wie auch im Triplett-Zustand angewandt werden. Nachfolgend sind einige typische Sensibilisatoren und Quencher aufgeführt (Energien der ersten angeregten Singulett- und Triplett-Zustände, Quantenausbeuten für das Singulett-Triplett Intersystem Crossing (ΦISC)):
| Verbindung         | ET / (kJ·mol−1) | ES / (kJ·mol−1) | Δ(ES − ET) / (kJ·mol−1) | ΦISC     |
| ------------------ | --------------- | --------------- | ----------------------- | -------- |
| Benzol             | 353             | 459             | 106                     | 0,25     |
| Toluol             | 346             | 445             | 99                      | 0,53     |
| Methylbenzoat      | 326             | 428             | 102                     | —        |
| Aceton             | 332             | 372             | 40                      | 0,9–1,00 |
| Acetophenon        | 310             | 330             | 20                      | 1,00     |
| Xanthon            | 310             | 324             | 14                      | —        |
| Benzaldehyd        | 301             | 323             | 22                      | 1,00     |
| Triphenylamin      | 291             | 362             | 71                      | 0,88     |
| Benzophenon        | 287             | 316             | 29                      | 1,00     |
| Fluoren            | 282             | 397             | 115                     | 0,22     |
| Triphenylen        | 280             | 349             | 69                      | 0,86     |
| Biphenyl           | 274             | 418             | 144                     | 0,84     |
| Phenanthren        | 260             | 346             | 86                      | 0,73     |
| Styrol             | 258             | 415             | 157                     | 0,40     |
| Naphthalin         | 253             | 385             | 132                     | 0,75     |
| 2-Acetylnaphthalin | 249             | 325             | 76                      | 0,84     |
| Biacetyl           | 236             | 267             | 31                      | 1,00     |
| Benzil             | 223             | 247             | 24                      | 0,92     |
| Anthracen          | 178             | 318             | 140                     | 0,71     |
| Eosin              | 177             | 209             | 32                      | 0,33     |
| Bengalrosa         | 164             | 213             | 49                      | 0,61     |
| Methylenblau       | 138             | 180             | 42                      | 0,52     |